# Konstantin Kammerhofer

Konstantin Kammerhofer in der Uniform eines SS-Oberführers (ca. 1938)

Konstantin Kammerhofer (* 23. Jänner 1899 in Turnau; † 29. September 1958 in Oberstdorf) war in der Zwischenkriegszeit Landesleiter des Steirischen Heimatschutzes in Österreich, zur Zeit des Nationalsozialismus SS-Gruppenführer, Generalleutnant der Polizei und Beauftragter des Reichsführers SS Heinrich Himmler im Unabhängigen Staat Kroatien (NDH).

## Leben
Konstantin Kammerhofer war der Sohn des Bauern, Mühlen- und Realitätenbesitzers Johann Kammerhofer (* 27. Dezember 1858 in Veitsch; † 8. Juli 1946 in Turnau) und dessen Ehefrau Brigitta (geborene Schweighofer; * 17. September 1862 in Mariazell). Seine Eltern heirateten exakt 16 Jahre vor seiner Geburt, am 23. Jänner 1883 in Turnau. Nach dem Besuch der Volks-, Mittel- absolvierte er die Handelsschule. Kammerhofer meldete sich 1915 zu den „Steirisch Freiwilligen Schützen“ und nahm ab März 1917 am Ersten Weltkrieg in der k.u.k. Armee teil. An der Italienfront erlitt er eine Kriegsverletzung, der mehrfach ausgezeichnete Kammerhofer erreichte den Rang eines Gefreiten. Nach Kriegsende befand sich Kammerhofer ein Jahr lang in italienischer Kriegsgefangenschaft. Ab 1924 war Kammerhofer verheiratet, aus der Ehe gingen vier Kinder hervor. Von Beruf war er Weinhändler.
Kammerhofer engagierte sich bereits in der völkischen Turnerbewegung und im Steirischen Heimatschutz, wo er Orts- sowie Bezirksführer und schließlich ab 1930 einer von zwei stellvertretenden Landesführern war. Kammerhofer war im September 1931 in den Pfrimer-Putsch in der Steiermark verwickelt, im darauffolgenden Hochverratsprozess wurde er jedoch freigesprochen. Kammerhofer gehörte der radikalen deutschnationalen und antisemitischen Gruppe im Steirischen Heimatschutz um August Meyszner und Hanns Albin Rauter an, die wie er selbst später im NS-Staat Karriere machen sollten. Von 1932 bis 1933 war Kammerhofer als Nachfolger von Walter Pfrimer Landesleiter des Steirischen Heimatschutzes und als solcher maßgeblich an der Formierung einer „Kampfgemeinschaft“ mit den Nationalsozialisten und schließlich an der Verschmelzung seiner Organisation mit der Sturmabteilung (SA) der in Österreich illegalen NSDAP beteiligt. Kammerhofer leitete als SA-Brigadeführer seit Ende 1933 die Brigade „Obersteiermark“. Ehemalige Heimatschutz-Funktionäre aller Rangstufen erhielten entsprechende SA-Ränge und spielten anschließend auch beim Juliputsch gegen die Regierung Dollfuß eine wesentliche Rolle.
Nach dem gescheiterten Juliputsch von 1934 floh er von Österreich über Jugoslawien in das Deutsche Reich. Hier arbeitete er in Berlin von Januar bis März 1935 beim Flüchtlingshilfswerk und trat am 15. Februar in die Allgemeine SS (SS-Nummer 262.960) ein.
Nach dem „Anschluss“ Österreichs beantragte er am 25. Mai 1938 die Aufnahme in die NSDAP und wurde rückwirkend zum 1. Mai desselben Jahres aufgenommen (Mitgliedsnummer 6.165.228). Zudem war er ab 1938 Mitglied des Reichstages (11. Wahlperiode) sowie Ratsherr in Wien. Kammerhofer war Träger der Medaille zur Erinnerung an den 9. November 1923, auch „Blutorden“ genannt. Ab 1936 zumindest bis 1941 war er SS-Führer in den Städten Essen, Bochum und Wien.

## Zweiter Weltkrieg
Ende Januar 1941 erfolgte Kammerhofers Beförderung zum SS-Brigadeführer; in dieser Funktion betreute er von Juni 1941 bis März 1942 die flämische SS in Brüssel. Von 1942 bis 1943 war er SS- und Polizeiführer der Gruppe „Aserbeidschan“, die er in Hindenburg selbst gegründet hatte.
Am 1. Juli 1943 erfolgte Kammerhofers Beförderung zum SS-Gruppenführer und Generalleutnant der Polizei, und von März 1943 bis 1945 fungierte er als „Beauftragter des Reichsführers SS“ analog zu einem Höheren SS- und Polizeiführer im Unabhängigen Staat Kroatien. Nach persönlicher Intervention Heinrich Himmlers bei Ante Pavelić konnte Kammerhofer in Kroatien fast ungehindert handeln. Kammerhofer wurde beauftragt, gemischte deutsch-kroatische Polizeieinheiten zur Bekämpfung der Partisanen- und Cetnicibewegung aufzubauen, die seinem Oberkommando unterstellt waren. Damit hatte Kammerhofer beziehungsweise die SS einen bedeutenden Teil der staatlichen Exekutive in der Hand. Der zunehmende Einfluss der SS in Kroatien führte zu starken Spannungen Kammerhofers mit dem Ustascha-Regime, dem Auswärtigen Amt und dem deutschen Gesandten in Zagreb, Siegfried Kasche. Bei der Partisanenbekämpfung befahl Kammerhofer rücksichtsloses Vorgehen. Beispielsweise ließ er nach einem Anschlag, dem ein ranghoher SS- und Polizeifunktionär zum Opfer fiel, alle Häuser im Umkreis des Tatortes abbrennen und mehr als 100 Personen exekutieren.

## Nach Kriegsende
Kurz nach Kriegsende geriet Kammerhofer am 11. Mai 1945 in der Nähe von Salzburg in alliierte Kriegsgefangenschaft und wurde 1947 in Nürnberg vernommen. Anschließend wurde er nach Österreich ausgeliefert und in Graz vor Gericht gestellt. Kammerhofer konnte jedoch fliehen und als Bauhilfsarbeiter in Hannover untertauchen. Genaue Daten sind nicht bekannt.
Am 29. September 1958 wurde Kammerhofer tot in einer Fremdenpension in Oberstdorf aufgefunden. Ob es Suizid, Mord oder ein natürlicher Tod war, ist bis heute nicht geklärt. In Kammerhofers Biographien wird fälschlicherweise oft Hannover, sein letzter bekannter Aufenthaltsort, als Todesort angegeben.